# De heilige Jakobus en de magiër Hermogenes
De heilige Jacobus en de magiër Hermogenes is een dubbelzijdig paneel van een navolger van de Zuid-Nederlandse schilder Jheronimus Bosch in het Musée des Beaux-Arts de Valenciennes.

## Voorstelling
Aan de voorzijde bevinden zich twee voorstellingen uit het leven van de heilige Jakobus de Meerdere, die ontleend zijn aan de Legenda Aurea. Volgens dit verhaal hoort de tovenaar Hermogenes dat Jakobus in Judea het evangelie predikt. Vervolgens stuurt hij zijn leerling Philetus om hem tegen te houden. Philetus wordt echter door Jakobus bekeerd, waarna Hermogenes zo boos wordt dat hij Philetus betovert en hij zich niet meer kan bewegen. Maar Jakobus stuurt hem zijn zakdoek waardoor Philetus weer geneest. Vervolgens stuurt Hermogenes een aantal demonen om Jakobus en Philetus gevangen te nemen. Op hun tocht worden de demonen echter zozeer door Jakobus' beschermengel gekweld dat zij zich overgeven aan Jakobus, Hermogenes gevangennemen en overdragen aan Jakobus. Daarna besluit Hermogenes zich te bekeren.
Op de voorgrond geeft de tovenaar Hermogenes opdracht aan zijn demonen de heilige Jacobus gevangen te nemen, zodat hij niet meer in staat is het evangelie te prediken. In de achtergrond is te zien hoe enkele dienaren van Hermogenes zich onderwerpen aan de beschermengel van Jacobus.

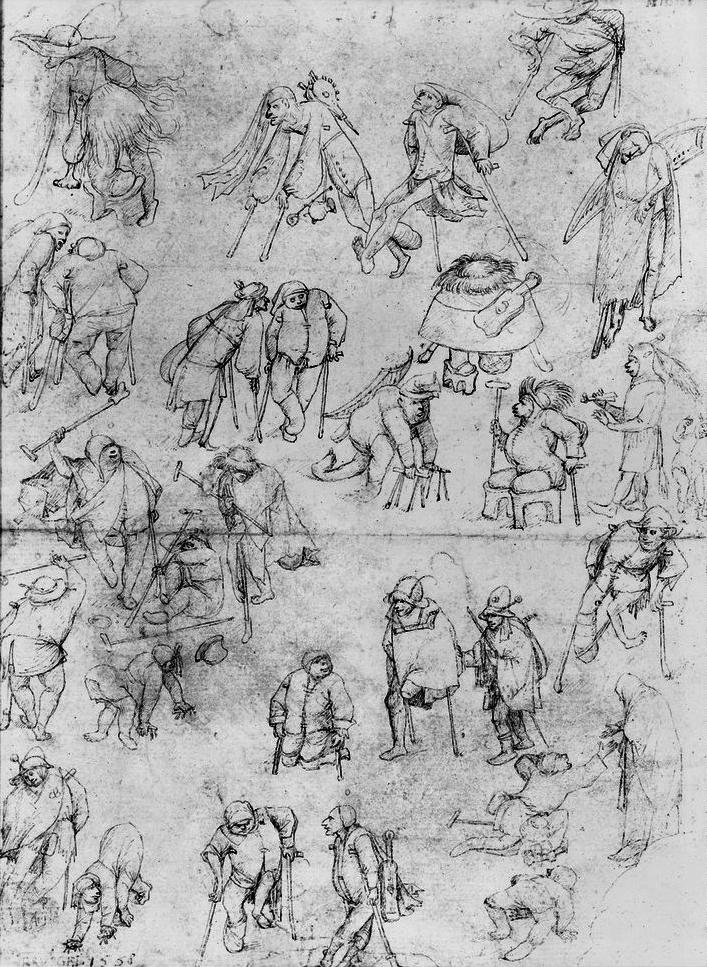
Jheronimus Bosch (?). Bedelaars en keupelen. Tekening. Brussel, Koninklijke Bibliotheek.

Aan de achterzijde bevindt zich een afbeelding van een kloosterhuis van volgelingen van de heilige Antonius, te herkennen aan het T-vormige Anthoniuskruis en het beeld van de heilige boven de ingang. Buiten de muren van dit kloosterhuis bevindt zich een kreupele muziekmaker en twee ruziënde bedelaars, die doen denken aan een van de weinige bewaard gebleven tekeningen van Bosch. Van de lezende monnik, links van de ingang, werd in het verleden gedacht dat het de heilige Antonius zelf voorstelt, maar dit is niet zeker.

## Toeschrijving en datering
Het paneel vormde oorspronkelijk een zijluik van een drieluik. Het werd aanvankelijk aan Jheronimus Bosch toegeschreven. Volgens kunsthistoricus Ludwig von Baldass, echter, is het geschilderd door een navolger. Bosch-auteurs Charles de Tolnay en Jacques Combe beschouwden het als een kopie naar een verloren gegaan origineel van Bosch. Volgens De Tolnay wijst de techniek op een Noord-Nederlandse meester. Op grond van de kleding dateert hij het tussen 1510 en 1520. Volgens Combe is alleen de voorzijde een kopie en is de voorstelling met het Antoniushuis maakwerk in de trant van Bosch. Tegenwoordig staat het – bij gebrek aan een origineel – te boek als het werk van een navolger. Hierover zijn de meningen echter verdeeld; zo wees het Noordbrabants Museum in 2001 op de hoge kwaliteit van het werk in Valenciennes en dat het zowel stilistisch als iconografisch nauw aansluit met overig werk van Bosch, waaronder het Laatste Oordeel in Wenen en de Verzoeking van de heilige Antonius in Lissabon. Ook wees het museum op banden tussen de vorige eigenaars met de stad 's-Hertogenbosch (zie Herkomst).

## Herkomst
Het werk werd in 1796 – tijdens de Franse Revolutie – in beslag genomen en overgebracht naar het huidige Musée des Beaux-Arts de Valenciennes. Op het moment dat het in beslag genomen werd bevond het zich in het Chateau de l'Hermitage in Condé-sur-l'Escaut, dat bewoond werd door de familie Croÿ. Deze familie bezat eind 16e eeuw vijf schilderijen, die aan Bosch werden toegeschreven, waaronder twee Verzoekingen van de heilige Antonius. De familie Croÿ, met name Filips van Croÿ (1434-1482) en Willem van Croÿ (1458-1521), hadden banden met de stad 's-Hertogenbosch en behoorden mogelijk tot de opdrachtgevers van Jheronimus Bosch.

## Tentoonstellingen
De heilige Jacobus en de magiër Hermogenes maakte deel uit van de volgende tentoonstellingen:
- Geborgene Kunstwerke aus dem besetzten Nordfrankreich, 1918, Musée de Peinture et de Sculpture, Valenciennes, cat. 44, p. 42 (als atelier Jheronimus Bosch of mogelijk eigenhandig Jheronimus Bosch).
- De Van Eyck à Bruegel, Musée de l'Orangerie, Parijs, november 1935-januari 1936, cat. 3, p. 5 (als Jheronimus Bosch).
- Exposition d'Art Sacré, Musée des Beaux-Arts, Valenciennes, 1932, cat. 2 bis.
- Jeroen Bosch. Van Geertgen tot Scorel, Noord-Nederlandsche primitieven, Museum Boijmans Van Beuningen, Rotterdam, 10 juli-15 oktober 1936, cat. 53, p. 33, ill. 57 (als Jheronimus Bosch).
- Jheronimus Bosch, Noordbrabants Museum, 's-Hertogenbosch, 19 september-15 november 1967, cat. 8, p. 73 (als navolger van Jheronimus Bosch of kopie naar Jheronimus Bosch).
- Les chemins de Saint-Jacques dans le Nord de la France, Musée de la Chartreuse, Douai, 1988, cat. 32.
- Les saisies Révolutionnaires au Musée de Valenciennes, Musée des Beaux-Arts, Valenciennes, 1989–1989, cat. 77 (als kopie naar Jheronimus Bosch).